# Floyd Volker
Floyd W. Volker (nacido el 21 de junio de 1921 en Casper, Wyoming y fallecido el 5 de enero de 1995) fue un jugador de baloncesto estadounidense que disputó una temporada en la NBA, además de jugar en la NBL y en la NPBL. Con 2,01 metros de estatura, jugaba en la posición de ala-pívot.

## Trayectoria deportiva

### Universidad
Jugó durante tres temporadas con los Cowboys de la Universidad de Wyoming, interrumpidos por el servicio militar, consiguiendo ganar el Torneo de la NCAA en 1943, en un partido en el que logró cinco puntos. Dos días después derrotaron al campeón del NIT, los St. John's Red Storm en un partido benéfico entre los dos campeones de los principales torneos universitarios, en el cual Volker fue el héroe del mismo, al anotar cinco de los seis puntos del equipo en la prórroga.

### Profesional
En 1947 fichó por los Oshkosh All-Stars de la NBL, con los que jugó dos temporadas, siendo titular en la segunda de ellas en la que promedió 6,4 puntos por partido. Tras la desaparición del equipo, al año siguiente fichó por los Indianapolis Olympians de la NBA, quienes poco después lo traspasaron a los Denver Nuggets, donde acabó la temporada promediando 9,6 puntos y 2,8 asistencias por partido.
Los Nuggets desaparecieron al término de esa temporada, pero no cambió de ciudad, fichando por los Denver Refiners de la NPBL, donde jugó su última temporada como profesional, promediando 9,7 puntos por encuentro.

## Estadísticas de su carrera en la NBA

### Temporada regular
| Temporada | Edad | Equipo                 | Liga | Pos. | P  | TIT | MIN | TC  | TCA  | %TC  | 3P | 3PA | %3P | TL  | TLA | %TL  | R.OF. | R.DEF. | REB | ASIS | ROB | TAP | PER | FP  | PTS |
| 1949-50   | 28   | TOTAL                  | NBA  |      | 54 |     |     | 3.0 | 9.8  | .309 |    |     |     | 1.3 | 2.4 | .550 |       |        |     | 2.1  |     |     |     | 3.1 | 7.4 |
| 1949-50   | 28   | Indianapolis Olympians | NBA  |      | 17 |     |     | 1.0 | 3.1  | .321 |    |     |     | 0.4 | 1.1 | .389 |       |        |     | 0.4  |     |     |     | 1.9 | 2.4 |
| 1949-50   | 28   | Denver Nuggets         | NBA  |      | 37 |     |     | 3.9 | 12.8 | .308 |    |     |     | 1.7 | 3.0 | .577 |       |        |     | 2.8  |     |     |     | 3.7 | 9.6 |
| Total     |      |                        | NBA  |      | 54 |     |     | 3.0 | 9.8  | .309 |    |     |     | 1.3 | 2.4 | .550 |       |        |     | 2.1  |     |     |     | 3.1 | 7.4 |